# Rio Pitanga
Der Rio Pitanga ist ein etwa 84 km langer linker Nebenfluss des Rio Ivaí im Zentrum des brasilianischen Bundesstaats Paraná.

## Etymologie und Geschichte

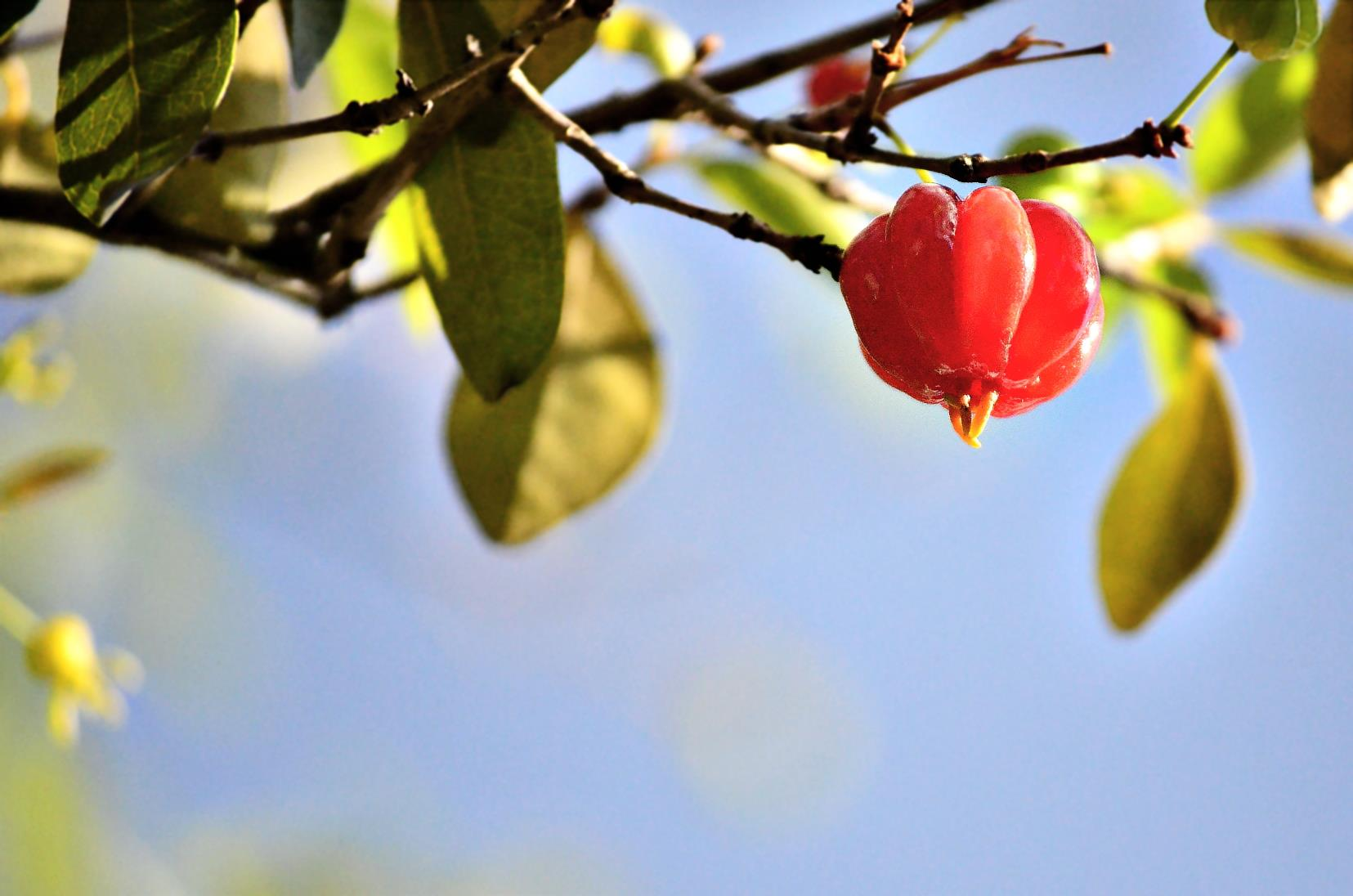
Reife Pitanga-Frucht

Die Pitanga oder Surinamkirsche ist eine Frucht, die hier weit verbreitet vorkommt.

## Geografie

### Lage
Das Einzugsgebiet des Rio Pitanga befindet sich auf dem Segundo Planalto Paranaense (Zweite oder Ponta-Grossa-Hochebene von Paraná).

### Verlauf
Sein Quellgebiet liegt im Munizip Pitanga auf 974 m Meereshöhe in der Serra da Pitanga etwa 8 km westlich des Stadtzentrums von Pitanga am Ende der Avenida Universitária Amália Mendes Ziegmann.
Der Fluss verläuft in östlicher Richtung. Zunächst durchfließt er das Stadtgebiet von Pitanga etwa 400 m nördlich des Marco Geodésico do Centro do Paraná, der den geografischen Mittelpunkt des Staates Paraná kennzeichnet.   
Ab der Einmündung des Rio Marrequinha bildet er bis zu seiner Mündung in den Rio Ivaí die Grenze zwischen den Munizipien Pitanga und Boa Ventura de São Roque. Er mündet auf 456 m Höhe. Er ist etwa 84 km lang.

### Munizipien im Einzugsgebiet
Am Rio Pitanga liegen die zwei Munizipien Pitanga und Boa Ventura de São Roque.

### Nebenflüsse
rechts: 
- Rio do Meio
- Rio Marrequinha

links:  
- Arroio do Jango

### Wasserkraftwerk
An seinem Unterlauf wird er 12 km oberhalb der Mündung bei km 34 der Estrada São João da Colina mit einer 12 m hohen Staumauer auf 34 ha für das Kleinwasserkraftwerk Itaguaçu mit einer Leistung von 14,2 MW aufgestaut.